# Hombre de familia
Hombre de Familia (Family Man) es el tercer episodio de la única temporada de la serie de televisión Fear Itself. Dirigido por Ronny Yu y escrito por Daniel Knauf. 

## Trama
Trata sobre un agradable hombre de familia (Colin Ferguson) que, al tener un accidente, cambia de cuerpo con el de un asesino en serie (Clifton Collins Jr.) y ahora, él, que está en la cárcel, deberá conseguir salir y alejar al asesino en su cuerpo de matar a su familia.

## Elenco
- Clifton Collins Jr. como Richard Brautigan
- Colin Ferguson como Dennis Mahoney
- Josie Rebecca Davis como Kathy Mahoney
- Stephen Lobo como John Amir
- Brent Stait como Comisario/Guarda Toomey
- Nicole Leduc como Courtney Mahoney
- Gig Morton como Sean Mahoney
- Michael St. John Smith como Sherif Weller
- Terence Kelly como Reverendo
- Tyler Playford
- Roberta Mauer Phillips
- Mieko Ouchi
- Chris Aanderson
- Jodi Stecyk
- Patricia Darbasie como Revividora

- Datos: Q5433182